# Любєєво
Любєєво (пол. Lubiejewo) — село в Польщі, у гміні Бельськ Плоцького повіту Мазовецького воєводства.
Населення — 41 особа (2011).

## Демографія
Демографічна структура станом на 31 березня 2011 року:
|          | Загалом | Допрацездатний вік | Працездатний вік | Постпрацездатний вік |
| -------- | ------- | ------------------ | ---------------- | -------------------- |
| Чоловіки | 22      | 2                  | 17               | 3                    |
| Жінки    | 19      | 2                  | 10               | 7                    |
| Разом    | 41      | 4                  | 27               | 10                   |